# MetroGuagua
La MetroGuagua es un proyecto de transporte urbano de guaguas de tránsito rápido que se implantará en la ciudad de Las Palmas de Gran Canaria. Consta de una sola línea de 11,7 km de longitud que discurrirá en su totalidad en zona de ciudad baja, y conectará la zona sur de la misma con La Isleta. El recorrido solapará el trayecto de la Línea 12 y ampliará la capacidad por vehículo a 200 personas. La frecuencia de paso entre estaciones sería de entre 4 a 5 minutos.
Su construcción no ha estado exenta de controversia, debido a la lentitud de las obras y a su sobrecoste. También se ha criticado la falta de practicidad con respecto a este transporte respecto a la elección del tranvía.

## Historia
Este proyecto nació de la necesidad de un trayecto de transporte público de alta capacidad para la ciudad de Las Palmas de Gran Canaria. Actualmente, Las Palmas de Gran Canaria es la ciudad más poblada de España que no cuenta con una red de transporte de alta capacidad, ya que las de mayor población disponen de metro como Madrid, Barcelona, Valencia, Sevilla, Málaga o Palma de Mallorca, o tranvías como Zaragoza o Murcia. Además, ciudades menos pobladas disponen de tales redes de transporte, como Bilbao, Alicante o Santa Cruz de Tenerife, que cuentan con un tranvía inaugurado en 2007.
La cuestión es que Las Palmas de Gran Canaria cuenta con una de las proporciones más altas de vehículo por habitante de todo el país (693 coches por mil habitantes en 2021). Es por esa razón por la que, desde la década de 1970 se ha pensado en la instalación de un sistema de transporte público de alta capacidad para atender a una gran demanda. Antes de esta década, Las Palmas de Gran Canaria tuvo ya una red de tranvías que conectaba Vegueta y Triana con el Puerto a lo largo de la Calle León y Castillo. Esta red de transporte estuvo entre las décadas de 1890 y 1930, retornando esporádicamente en 1940 por la ausencia de petróleo en las islas, lo cual se demandó su regreso con las cocheras traccionadas por pequeñas locomotoras a las que se le dio el nombre de “La Pepa” por su puesta en marcha en fechas próximas al 19 de marzo de 1942. Cuando se dispuso de petróleo tras el fin de la Segunda Guerra Mundial, el servicio de tranvías se desmanteló definitivamente
En 1974 se instaló el "Tren Vertebrado" en la Avenida Marítima, un proyecto de transporte interurbano exprés que conectaría la ciudad con el sur de Gran Canaria. Sin embargo, este proyecto tuvo una gran oposición por su impacto paisajístico, y acabó por ser desmantelado. Las ideas para una red de transporte público saldrían a finales de la década de 1990. Tras los orígenes del proyecto de construcción tren en Gran Canaria que conectara Las Palmas de Gran Canaria con la zona sur Maspalomas y la zona norte Arucas, también se pensó en la construcción de un tranvía para mejorar las conexiones entre la zona baja y alta de la ciudad.
Sin embargo, habría que esperar al 2014 cuando, en la legislatura de Juan José Cardona, se adelantó la propuesta de un sistema BRT para la ciudad, alegando que sería más económico y más adaptable a la ciudad que un tranvía. A pesar de que Juan José Cardona perdió la alcaldía en 2015, su sucesor Augusto Hidalgo inició su construcción en 2017 con dos obras en las zonas de Ciudad Jardín y en Zárate.
La obra ha sido criticada por la duración de las mismas, extendiéndose a lo largo de seis años. Los problemas en la licitación de tramos y en la construcción de los intercambiadores han provocado demoras que podrían extenderse hasta 2026, especialmente por los problemas imprevistos en la construcción de la terminal de Hoya la Plata. Por otro lado, obras para la ampliación de la Avenida Marítima en Vegueta no se han licitado aunque se prevé que se haga en 2025. No obstante, el concejal de Urbanismo, Javier Doreste, alegó que parte del trazado será operativo en 2025 (previsiblemente desde Venegas hasta Mesa y López) y que el resto de tramos se irán incorporando al trazado a medida que acaben las obras. La primera marquesina de la MetroGuagua fue instalada en abril de 2023 en la parada del Parque Doramas, cuyas características son su diseño singular con forma de hojas de palmera. Además, los andenes donde se instalan las marquesinas permiten la mejor accesibilidad de personas con discapacidad física a los vehículos de la MetroGuagua. Otras dos marquesinas se instalaron en el Castillo de la Luz que dispondrán, entre otras utilidades, de máquina expendedora de billetes, pantalla táctil y poste de señalización con la información en tiempo real sobre la llegada del próximo servicio.

## Características
El recorrido de la MetroGuagua pretende abarcar toda la zona baja de la ciudad desde el extremo sur de la misma en Hoya de La Plata hasta el Puerto de la Luz. El recorrido transcurrirá en su mayor parte en vías paralelas a la calle León y Castillo por varias razones: la primera, porque las paralelas a esta calle (Calle Venegas o Calle Luis Doreste Silva) son más anchas y permite la segregación de ambas calles en viales para el BRT y para el tránsito de vehículos normal. La segunda razón, que motiva su desvío por Ciudad Jardín, es para evitar la zona de Torre Las Palmas, conocida por ser el nexo que conecta la Calle León y Castillo con la Avenida Marítima y la GC-2 y que suele provocar bastantes colapsos (y existe el proyecto de mejorar la conectividad entre estas zonas). 
El Ayuntamiento de Las Palmas de Gran Canaria defiende el sistema BRT por ser una alternativa más sostenible y más económica, y alega que combina la capacidad y velocidad del tren ligero o metro aunque el BRT es más flexible y más simple que este.
La MetroGuagua atendería a un 33% de los usuarios que se trasladan por la red de Guaguas Municipales en las zonas que son el origen y destino del 75% de desplazamientos. Esto produciría una reasignación de recursos al resto de líneas de la red que mejorará la conectividad con el resto de la ciudad.

### Características Principales
- Carril-guagua exclusivo, lo que evita afecciones por la congestión de tráfico.
- Prioridad de la guaguas en los cruces con semáforos.
- Circulación preferente por carriles centrales para evitar retrasos cuando otros vehículos giren o dejen pasajeros o mercancías.
- Embarque por varias puertas sin retrasos por el pago en efectivo.
- Plataforma de parada al mismo nivel, para agilizar el embarque y permitir que las personas en sillas de ruedas o con cochecitos puedan subirse directamente.
- Se ha demostrado que los sistemas BRT proporcionan niveles óptimos de escalabilidad que garantizan un sistema de movilidad adaptado al ritmo del crecimiento urbano y las expectativas de los ciudadanos.

## Recorrido
| Estado       | Parada                    | Conexión con Guaguas Municipales                     | Conexión con Global | Otros |
| ------------ | ------------------------- | ---------------------------------------------------- | --- | ----- |
| Paralizado*  | Hoya de la Plata          | 6 9 12 13 51 52 64 L1                                | 1 4 5 8 10 11 12 15 21 23 30 55 57 58 59 74 75 91 350 |       |
| Construido   | Ciudad Deportiva          | 9 12 13 50 51 55 64 L1                               | - |       |
| Construido   | Hospital Insular          | 9 12 13 64 L1                                        | - |       |
| Construido   | Polígono de San Cristóbal | 9 12 L1                                              | 1 5 8 11 12 15 21 23 30 55 57 58 59 74 75 91 |       |
| Construido   | Vega de San José          | 9 12 13 L1                                           | 1 4 5 8 10 11 12 15 21 23 30 55 57 58 59 60 74 75 80 91 |       |
| En proyecto* | Ciudad de la Justicia     | 9 12 13 L1                                           | - |       |
| En proyecto* | Vegueta                   | 9 12 13 53 54 64 L1                                  | 1 5 8 11 12 15 21 23 30 55 57 58 59 60 74 75 91 350 |       |
| En proyecto* | Teatro                    | 1 7 8 9 10 11 12 17 25 54 64 70 80 82 84 91 L1 L2 L3 | 1 4 5 8 10 11 12 15 21 23 30 50 55 57 58 59 74 75 80 91 301 302 303 311 313 327 328                                                                               |       |
| En proyecto* | San Telmo                 | 1 8 9 10 11 12 17 25 80 82 84 91 L1 L2 L3            | 1 5 8 11 12 15 21 23 30 50 55 57 58 59 60 74 75 80 91 103 105 116 117 204 205 206 210 216 220 223 224 229 234 301 302 303 304 311 313 316 317 320 327 328 335 350 |       |
| Construido   | Fuente Luminosa           | 1 10 11 17 L1                                        | 328 |       |
| Construido   | Luis Doreste Silva        | 1 10 11 17 L1                                        | 328 |       |
| Construido   | Juan XXIII                | 1 10 11 17 L1                                        | 328 |       |
| Construido   | Parque Doramas            | 2 10 22 25 81                                        | - |       |
| Construido   | Ciudad Jardín             | 2 22 25 81                                           | - |       |
| Construido   | Estadio Insular           | 2 22 25 81                                           | - |       |
| Construido   | Mercado Central           | 2 22 25 81                                           | - |       |
| Construido   | Mesa y López              | 1 2 12 17 21 22 24 26 33 41 44 45 47 81 L1 L2        | 103 105 116 117 204 206 210 232 233 234 317 319 323 328 |       |
| Paralizado   | Santa Catalina            | 1 2 12 19 20 21 22 24 26 33 41 44 45 47 81 L1 L2     | 30 60 80 91 233 301 317 319 323 327 328 |       |
| Construido   | Castillo de La Luz        | 1 2 12 19 20 21 24 33 47 L1                          | 328 |       |
| En proyecto* | Puerto                    | 1 2 12 19 20 21 24 33 47 L1                          | 328 |       |

## Conexiones
| Parada                    | Calle                     | Calle que interseca                       |
| ------------------------- | ------------------------- | ----------------------------------------- |
| Hoya de la Plata          | Paseo Blas Cabrera Felipe | c/ Sargento Salom                         |
| Ciudad Deportiva          | Paseo Blas Cabrera Felipe | Av. Amurga                                |
| Hospital Insular          | Paseo Blas Cabrera Felipe | -                                         |
| Polígono de San Cristóbal | c/ Alicante               | c/ Córdoba                                |
| Vega de San José          | c/ Alicante               | -                                         |
| Ciudad de la Justicia     | Av. Eufemiano Jurado      | Plaza de Benalmádena Av. Eufemiano Jurado |
| Vegueta                   | Av. Alcalde Díaz-Saavedra | c/ Alonso Quintero c/ Padre José de Sosa  |
| Teatro                    | Av. Rafael Cabrera        | C/ Miguel de Cervantes                    |
| San Telmo                 | Av. Rafael Cabrera        | C/ Muelle Las Palmas                      |
| Fuente Luminosa           | c/ Francisco Pérez Pérez  | C/ Obispo Rabadán                         |
| Luis Doreste Silva        | C/ Luis Doreste Silva     | C/ Pamochamoso C/ Carvajal                |
| Juan XXIII                | C/ Luis Doreste Silva     | Av. Juan XXIII                            |
| Parque Doramas            | C/ Emilio Ley             | C/ Beethoven C/ Góngora                   |
| Ciudad Jardín             | C/ Pío XII                | C/ Rafael Ramírez                         |
| Estadio Insular           | C/ Pío XII                | C/ Bécquer                                |
| Mercado Central           | C/ Galicia                | C/ Barcelona C/ Néstor de la Torre        |
| Mesa y López              | Av. José Mesa y López     | -                                         |
| Santa Catalina            | Parque Santa Catalina     | c/ Nicolás Estébanez                      |
| Castillo de La Luz        | c/ Gordillo               | c/ Juan Rejón                             |
| Puerto                    | Plaza Manuel Becerra      | c/ Benartemi                              |

## Tramos finalizados

### Tramo 1: Blas Cabrera Felipe
La intervención llevada a cabo en 1,3 kilómetros de una destacada vía del Cono-Sur ha generado una nueva área peatonal de 10.000 metros cuadrados, incorporando además un carril para bicicletas y mejoras para el tránsito de autobuses.
Los trabajos de embellecimiento del paseo, ejecutados en las principales arterias del distrito, han resultado en la creación de una zona peatonal adicional, la plantación de 125 árboles y la expansión de espacios verdes.
La obra incluyó una reorganización de la vía para mejorar la circulación, con cuatro carriles en total, dos de ellos exclusivos para la MetroGuagua, mientras que se duplicaron las áreas peatonales y se añadió un carril bici de doble sentido a lo largo del paseo.
El tramo de las obras correspondiente a la MetroGuagua, atravesando los barrios de Casablanca I, Zárate y los accesos a El Lasso, tuvo un presupuesto de adjudicación superior a los 3,8 millones de euros.

### Tramo 5: Venegas - Luis Doreste Silva
La intervención ha mejorado la accesibilidad, añadiendo 2.500 metros cuadrados de áreas verdes con la plantación de 53 nuevos árboles y palmeras, renovando el sistema de drenaje, iluminación y pavimentación. Además, se han abordado mejoras en las calles Doctor Francisco Pérez Pérez y Archivero Municipal Cullen del Castillo, así como en las vías transversales.
En la calle Venegas, se han destinado dos carriles a la MetroGuagua en sentido de ida y vuelta, dejando el carril más cercano al mar para el tráfico privado. La mediana desaparece en la calle Archivero Municipal Cullén del Castillo, continuando con tres carriles hasta Luis Doreste Silva, donde la configuración vuelve a ser similar a Venegas hasta la calle Cayetano de Lugo.
Se ha realizado una replantación de árboles de la misma especie que los existentes, junto con otras variedades en las nuevas áreas verdes, incluyendo 11 brachichitos y 42 palmeras, así como 2.500 metros cuadrados de zonas ajardinadas con plantas como lavanda, curry y romero.

### Tramo 6: Pio XII - Galicia
La renovación de este tramo ha transformado el entorno urbano, garantizando la accesibilidad universal y mejorando la conectividad con otros barrios.
El proyecto se centró en mejorar el eje que conecta el Parque Doramas con la Avenida Mesa y López, promoviendo así la movilidad sostenible en la ciudad.
Los trabajos realizados en esta sección del recorrido de la MetroGuagua han mejorado la accesibilidad, creado nuevas zonas verdes y renovado las infraestructuras de saneamiento, iluminación y pavimentación.

### Tramo 7: Mesa y López - Base naval
La avenida ha sido renovada para convertirse en un área abierta y totalmente accesible. Cuenta con amplias áreas peatonales para el disfrute de los residentes, un carril exclusivo para bicicletas, vías de servicio y dos carriles dedicados al transporte público.
Los peatones ahora disfrutan de un aumento del 40% en el espacio, distribuido entre zonas para peatones y ciclistas, así como acceso a estacionamientos privados; además, en el tramo desde la calle Galicia hasta la Base Naval, compartirán el espacio con la MetroGuagua.
Actualmente, las líneas 22 y 81 de Guaguas Municipales ya están operando en la sección correspondiente a la MetroGuagua.

## Tramos en Ejecución

### Estación Hoya de la Plata
La futura terminal, que se convertirá en un emblema en la entrada sur de la ciudad, abarcará 7.900 metros cuadrados e incluirá una cubierta ajardinada, áreas verdes y nuevos espacios de recreación.
La estación será punto de partida y llegada de la MetroGuagua y otras líneas de Guaguas Municipales, ofreciendo conexión intermodal con paradas de taxi y estacionamiento para bicicletas. La planta superior contará con una extensa cubierta ajardinada, mientras que la mitad restante del terreno se transformará en un parque con diseño inspirado en animales marinos, con áreas de juego, espacios verdes y vistas al mar.
En el nivel de acceso se ubicarán los andenes, áreas para pasajeros y comercios. En el otro extremo, habrá espacios para el personal y un café con terraza con vistas al mar.
Bajo la cubierta ajardinada, se encontrarán los servicios centrales y el control de tráfico. En el sótano, se ubicarán talleres y una cochera para brindar todos los servicios necesarios, con un diseño funcional optimizado.

### Tramo 2: Vega de San José
El plan abarca la ruta desde Villa de Zarauz hasta Plaza de Benalmádena, involucrando las calles Alicante, Córdoba, Tarragona y León en la Vega de San José.
Se llevarán a cabo mejoras en el entorno urbano y los servicios del vecindario para facilitar la implementación futura del nuevo sistema de transporte de alta capacidad.
Las acciones contempladas incluyen la adaptación de la plataforma para la circulación de la MetroGuagua, mejoras en el estacionamiento y la accesibilidad, renovación de servicios como el alumbrado y las telecomunicaciones, así como la reposición de aceras y la ampliación de los itinerarios peatonales, entre otras medidas asociadas al proyecto.
Concretamente, en las calles Villa de Zarauz y Alicante se ampliará la plataforma existente, se peatonalizará una nueva área y se renovará el alumbrado público.
Además, se crearán nuevos espacios de estacionamiento en la calle Alicante aprovechando áreas actualmente destinadas al estacionamiento informal.

### Paso interior Santa Catalina
La parada subterránea del Parque Santa Catalina será transformada en un espacio único, facilitando una conexión rápida y continua de la MetroGuagua con este punto emblemático de la ciudad.
Se garantizará total accesibilidad en la nueva parada mediante escaleras y ascensores, y se ha diseñado una zona de espera cómoda para los pasajeros.
Las obras para este tramo se realizarán en varias etapas, desde las calles Simón Bolívar (Parque Blanco) hasta Eduardo Benot, rodeando los edificios Elder y Miller.
El paso subterráneo tendrá una longitud de 565 metros, con 395 metros bajo tierra y 170 metros ocupados por las rampas de entrada y salida.

### Tramo 8: Istmo - Juan Rejón
Desde Eduardo Benot hasta el final de Manuel Becerra, incluyendo Agustín Millares y la Calle Gordillo, se dedicarán los carriles existentes exclusivamente para la MetroGuagua, considerando los límites impuestos por la autovía GC-1 en el estrechamiento de la ciudad, el istmo.
Eduardo Benot estará reservada únicamente para la MetroGuagua.
La actuación se complementará con la mejora del itinerario peatonal y la creación de espacios libres a ambos lados de la ruta, destacando la zona entre las calles Gran Canaria y Tenerife, donde se establecerán áreas de esparcimiento, deportivas y zonas verdes.

## Tramos en proyecto

### Tramo 3: Vegueta - Frente Marítimo
La transformación del frente marítimo de la ciudad, desde el Mercado de Vegueta hasta la Lady Harimaguada, incluirá la creación de un paseo de 1,3 kilómetros de longitud y la ampliación de 50 metros al mar en su punto más ancho.
La zona junto al Mercado de Vegueta verá la creación de 190 nuevas plazas de aparcamiento y la expansión de 2.533 metros cuadrados de zonas verdes en los alrededores de la calle La Pelota y el mercado municipal.
La longitud del carril resultante de la nueva infraestructura será de 695 metros, con una superficie total de relleno de 49.235 metros cuadrados.
El proyecto, liderado por el Ayuntamiento de Las Palmas de Gran Canaria en colaboración con el Gobierno de España y el Gobierno de Canarias, contará con una inversión inicial de 32 millones de euros.

### Tramo 4: Rafael Cabrera - San Telmo
Se planea convertir el área de San Telmo en una zona exclusiva para el transporte público, integrando la terminal actual del Teatro con la nueva parada de la MetroGuagua.
Se llevarán a cabo las obras necesarias para proporcionar al corredor una sección única a lo largo de toda la avenida Rafael Cabrera. Después de la intervención, la calle Venegas contará con dos carriles para vehículos privados en el lado oeste y otros dos para el transporte público.
Se incrementará la vegetación a lo largo de todo el recorrido, lo que implicará la actualización de la red de riego en la zona central.
Se pondrá especial atención en mejorar la accesibilidad, instalando pavimento señalizador podotáctil en los pasos de peatones y paradas, tanto en aquellos que no lo tienen como en los que tienen un diseño no estandarizado.